# Riverton (Iowa)
Riverton è un comune degli Stati Uniti d'America, situato nello Stato dell'Iowa, nella contea di Fremont.